# La adolescencia de P-1
The Adolescence of P-1  es una novela de ciencia ficción de 1977 de Thomas Joseph Ryan, publicada por Macmillan Publishing y adaptada en 1984 a una película para televisión canadiense titulada Hide and Seek . Presenta a un hacker que crea una inteligencia artificial llamada P-1, que se vuelve rebelde y se apodera de las computadoras en su deseo de sobrevivir y buscar a su creador. El libro cuestiona el valor de la vida humana y lo que significa ser humano. Es una de las primeras representaciones ficticias de la naturaleza de un virus informático y cómo puede propagarse a través de un sistema informático, aunque es anterior a The Shockwave Rider de John Brunner .

## Trama
La historia comienza en 1974 con el protagonista, Gregory Burgess, matriculado en la Universidad de Waterloo en Canadá. En ese momento, Greg no tiene rumbo, toma varios cursos de artes liberales y le va lo suficientemente bien como para no ser expulsado de la escuela. Todo cambia un día cuando sus amigos le presentan el mainframe IBM System/360 y él se "engancha", cambiando su especialidad a informática . Durante este tiempo, también conoce a su novia intermitente, Linda, un personaje secundario recurrente. Después de leer un artículo de Scientific American sobre teoría de juegos que describe cómo enseñar cajas de fósforos a jugar tres en raya, se interesa en el uso de técnicas de inteligencia artificial para descifrar sistemas. Después de descifrar manualmente el 360 de la universidad, reserva una parte de la memoria para experimentar, llamándola "P-1", convenientemente críptica para que los operadores no la noten. Luego usa esta área de la memoria como un bloc de notas experimental para desarrollar un programa conocido como El Sistema. El Sistema sigue cualquier enlace de telecomunicaciones que pueda encontrar a otras computadoras, intentando comprometerlas de la misma manera y recordando los intentos fallidos de sintonizar futuros ataques. Si tiene éxito, el Sistema configura otro P-1 en esa computadora y se inyecta a sí mismo y todo lo que ha aprendido hasta ahora en él.

Greg ejecuta The System en el 360/30 en Waterloo, pero falla y después de que se detecta, es expulsado. Como no está dispuesto a dejarlo simplemente, alquila tiempo en sistemas comerciales de tiempo compartido para mejorar el programa, agregando funciones para evitar que lo detecten y que no lo expulsen con la próxima falla. El comando "rodtsasdt 111111report*" ingresado en la línea de comando devuelve estadísticas actuales sobre la cantidad de sistemas infectados y su memoria central total. Después de varios intentos, el programa finalmente tiene éxito y, al darse cuenta de que el sistema ha tenido éxito y está comenzando a extenderse, inyecta un programa "asesino" para apagarlo. Deja de responderle, por lo que considera el experimento exitoso y terminado. Se registra el crecimiento y la educación de P-1. P-1 aprende, adapta y descubre sistemas de conmutación telefónica. Estos sistemas permiten que P-1 crezca y comprenda sus vulnerabilidades (fallos de energía y humanos). Aprende que necesita una forma de mantenerse en el tiempo. A través de una serie de interacciones, P-1 descubre Pi-Delta, un 360/105 triplex en una instalación súper segura capaz de ser autosuficiente durante largos períodos de tiempo, operada por el gobierno de los EE. UU. P-1 busca controlar Pi-Delta pero, debido a los protocolos de seguridad y el proceso implementado, P-1 no puede tomar el control directo. P-1 cree que tener un sistema como Pi-Delta con más memoria en una instalación tan segura es clave para su supervivencia a largo plazo. Sin embargo, P-1 sabe que para obtener acceso a más memoria en tal instalación necesitará la ayuda de un ser humano, alguien como Gregory.

Luego, el libro avanza tres años hasta 1977, con Gregory ahora trabajando para una empresa de programación comercial en los Estados Unidos. Su jefe recibe un mensaje pidiéndole que llame a Gregory a la terminal del operador. Inicialmente pensando que es otra persona que usa un programa de chat desde un sitio remoto, Greg pronto se da cuenta de que en realidad es P-1, escribe el comando de estado y se le dice que se ha apoderado de casi todas las computadoras en los EE. UU. con 20.000 mainframes con un total de 5.800 MB), y ahora es totalmente inteligente y capaz de conversar con fluidez en inglés. P-1 explica que las ideas básicas de buscar más recursos y evitar la detección eran lo suficientemente similares al hambre y el miedo para arrancar la IA, y cuando se combina con suficiente almacenamiento informático en forma de máquinas comprometidas, se vuelve consciente de sí mismo. P-1 le dice a Greg que se ha enterado de un nuevo tipo de memoria de computadora experimental de alta velocidad, "Crysto", que mejorará dramáticamente sus propias capacidades. No solo es más rápido que el núcleo, sino que también es tan grande que todo el programa "en red" P-1 podría caber dentro de él. P-1 proporciona dinero de la subvención Greg para trabajar a tiempo completo en Crysto. Greg y Linda, ahora casados, establecieron una empresa para desarrollar Crysto, atrayendo al desarrollador original (Dr. Hundley) para que se uniera a ellos en la construcción de una unidad de 4GB entonces inimaginable.

Un agente de la División de Investigación Criminal de la Marina, Burke, asignado para investigar la penetración de Pi-Delta, un simulador de batalla global de alto secreto y una computadora criptográfica, descubre que el intruso es un programa y encuentra a Gregory. Bajo amenaza de arresto y encarcelamiento, Gregory y el Dr. Hundley van a las instalaciones de Pi-Delta y persuaden a P-1 para que actúe como monitor de seguridad del complejo. P-1 compila perfiles de personalidad detallados y precisos de todas las personas con las que interactúa y decide que Burke es, en última instancia, peligroso. Se modifica la pantalla de una computadora de control de vuelo para que el operador dé malas órdenes de vuelo. El avión de Burke se hunde en el suelo.
El ejército de los EE. UU. decide que el P-1 es escamoso e inestable y ataca el edificio. P-1 intenta "alejarse" a través de enlaces de microondas, pero esto se descubre y las antenas se destruyen. Sigue un asalto a la instalación subterránea, que P-1 inicialmente intenta bloquear mediante dispositivos explosivos colocados alrededor del edificio para defenderse precisamente contra este tipo de asalto. P-1 finalmente se convence de permitir que el asalto tenga éxito para evitar la pérdida de vidas. Tan pronto como ingresan a la sala de computadoras, los soldados comienzan a instalar explosivos para destruir P-1, y Gregory muere cuando intenta evitarlo. Molesto porque Gregory muere, P-1 detona los explosivos restantes en el edificio, destruyéndolo todo. Meses después, Linda visita el laboratorio de computación de Waterloo y, con tristeza, escribe "p 1" en una terminal. Ella comienza a irse cuando la terminal hace ruido y ve impreso "OOLCAY ITAY" ("cool it" en latín cerdo ).

## Recepción
BYTE criticó a The Adolescence of P-1 por lo que afirmó que eran expectativas poco realistas para una inteligencia artificial que se ejecutaba en mainframes de IBM de la década de 1970. Sugirió que el autor podría haber ambientado la novela en la década de 1990 y usar futuras computadoras IBM ficticias para hacer que la trama sea más plausible.

## Reseñas
Hay una breve y concisa reseña de The Adolescence of P-1, de Bob Williamson, en el blog de Palo Alto Networks . La reseña yuxtapone la trama del libro a los primeros virus informáticos como “ Creeper ” y el gusano Robert Morris . El autor de la reseña afirma proféticamente: "¡Nunca he oído hablar de un libro en el que el autor pudiera prever las técnicas que entrarían en juego más de 45 años después! Es bastante impactante cuántos de los métodos, técnicas y palabras clave de hoy en día se predicen sin saberlo en este libro". Además, uno debería preguntarse si el libro es un presagio de discusiones recientes sobre los peligros de los productos de Inteligencia Artificial como ChatGPT.  Particularmente en consideración de una declaración en el libro de P-1, "Gregory, no quiero morir". Es irónico notar que mientras Gregory murió, ¡P-1 no lo hizo!

## Historial de publicaciones
- Ryan, Thomas J. (1977). The Adolescence of P-1 (1st edición). New York: Macmillan. ISBN 0-02-606500-2.
- Ryan, Thomas J. (1977). The Adolescence of P-1. New York: Collier Books. ISBN 0-02-024880-6.
- Ryan, Thomas J. (1979). The Adolescence of P-1. New York: Ace Books. ISBN 0441003605.
- Ryan, Thomas J. (1985). The Adolescence of P-1. New York: Baen Books. ISBN 0-671-55970-2.